# Mototáxi

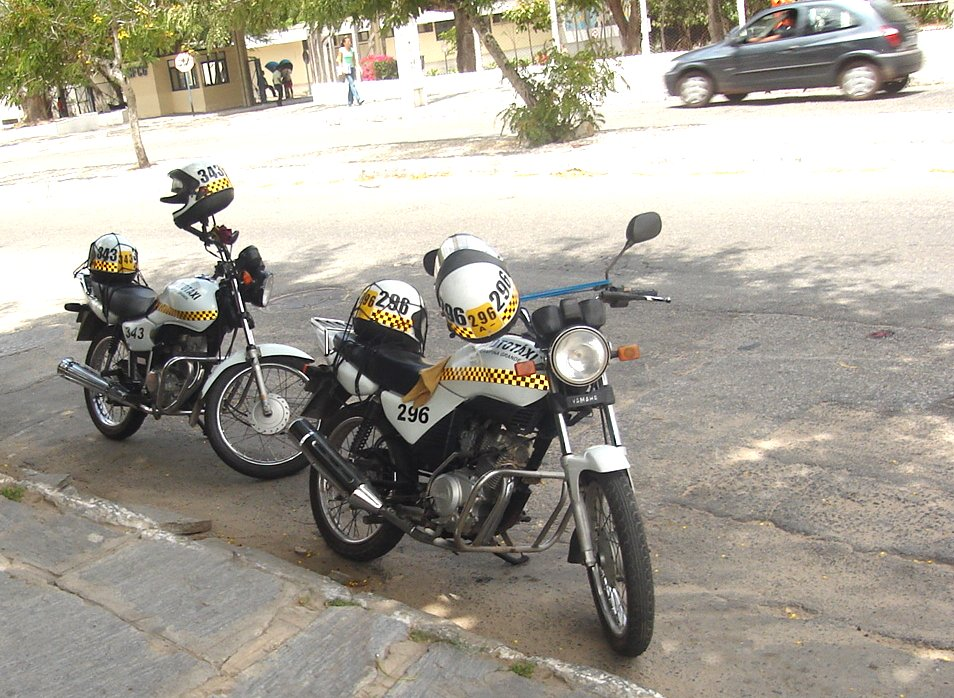
Mototáxis de Campina Grande. Lá, elas são cadastradas pela prefeitura.

Um mototáxi é um tipo de transporte alternativo público individual na qual os passageiros têm ampla escolha de local de embarque ou desembarque, o que não acontece com as modalidades de transporte em massa. É semelhante ao táxi, porém utilizando uma motocicleta em vez de um carro.
A palavra mototáxi é um neologismo que foi cunhado no Brasil pela justaposição do sufixo moto (redução de "motocicleta") e da palavra táxi. 

## Regulamentação
Dependendo do porte da cidade, a atividade de transporte por mototáxis não pode ser registrada. Cidades pequenas tendem a ter este serviço sem padronização nem legalização municipal. Cidades de tamanho maior tratam as mototáxis como um serviço semelhante ao de táxi.
Em cidades menores geralmente, o valor a ser pago é único independente da distância a ser percorrida. Entretanto, o valor pode variar a depender do dia da semana ou horário, ou mesmo incrementado caso a distância acordada seja maior do que a usual. Em algumas cidades onde há regulamentação o valor do serviço é determinado pelo poder municipal.

## Origem
Segundo alguns estudiosos, esse serviço já existia na Alemanha desde 1987 e na Bolívia desde 1992.

### Brasil
Não há um consenso sobre a origem da atividade em território brasileiro. Algumas fontes afirmam que o serviço de mototáxi surgiu em 1994 na cidade de Xinguara, interior do Pará. Roberto Rocha de Lima e sua esposa Dulcinéa Benfica da Silva Lima abriram uma locadora de motos, começando com poucas unidades, porém os negócios cresceram e a quantidade de motos também. Depois disso, os mesmos abriram um ponto de mototáxi na entrada da cidade, sendo considerados os pioneiros no ramo de mototáxi no Brasil.[carece de fontes?]
Outras informações dão conta de que o serviço de mototáxi surgiu no Brasil no mesmo ano, mas na cidade de Crateús, interior do Ceará, na época, um funcionário do Banco do Brasil, comprou 10 motos para alugar, destinadas ao transporte de pessoas. Há ainda outra fonte que afirma de que pode ter surgido através de uma ideia de um motoqueiro desempregado, da cidade de Bauru, interior de São Paulo, em 1996, quando, para conseguir se sustentar, ele pendurou uma faixa em frente à rodoviária da cidade com os seguintes dizeres "ajude um motoqueiro corridas a 1,00 real". 
Em julho de 2009, o Senado Federal aprovou um projeto que regulamenta o trabalho dos mototáxistas profissionais: o motobói, o mototáxista e o motovigia terão que ter idade mínima de 21 anos, o mínimo de dois anos de habilitação na categoria "A" e habilitação em curso especializado.